# Gekko aaronbaueri
Espèce
Gekko aaronbaueri est une espèce de geckos de la famille des Gekkonidae.

## Répartition
Cette espèce est endémique de la province de Khammouane au Laos.

## Description
Gekko aaronbaueri mesure jusqu'à 80,0 mm sans la queue.

## Étymologie
Cette espèce est nommée en l'honneur d'Aaron Matthew Bauer.

## Publication originale
- Tri, Thai, Phimvohan, David & Teynié, 2015 : Gekko aaronbaueri, a new gecko (Squamata: Gekkonidae) from central Laos. Zootaxa, no 3914 (2), p. 144–156.